# Thibaut Corrion
Thibaut Corrion, né le 11 avril 1979, est un comédien et metteur en scène français.

## Théâtre

### Comédien
- 1994 : Minetti de Thomas Bernhard, mise en scène : Christophe Piret / Théâtre national de Maubeuge : rôle titre
- 1996 : Jeux de massacre d'Eugène Ionesco, mise en scène : Jean-Paul Denizon / Théâtre national de Maubeuge : jeune homme amoureux.
- 1999 : La Place Royale de Corneille, mise en scène : Caroline Carpentier / École Florent : Alidor
- 2000 : Escurial de Ghelderode, mise en scène : Xavier Gallais / École Florent : Folial
- 2001 : Les Démons de Dostoïevski, mise en scène Jean-Pierre Garnier / Théâtre-école Florent : Piotr Verkhovenski.
- 2001 : Chambres de P. Myniana, mise en scène Hélène Marty / Aktéon Théâtre
- 2002 : À quoi sert de gagner le monde de Fabrice Hadjadj, mise en scène Fabrice Hadjadj / Espace Bernanos : François-Xavier
- 2002 : Occupe-toi d'Amélie de Georges Feydeau, mise en scène Caroline Carpentier / Théâtre du Trianon
- 2002 : Visiteurs de Botho Strauss, mise en scène Jean-Luc Revol / Théâtre de l’Étoile du Nord. : Maximilian Steinberg
- 2004 : Les Méfaits du tabac, de Tchekhov, mise en scène Jacob Vouters / Théâtre du Cercle
- 2004 : La Mère confidente, de Marivaux, mise en scène Jean-Paul Bazziconi : Dorante
- 2004 : Vous êtes tous des fils de pute, de Rodrigo García, mise en scène Irina Solano / Théo Théâtre
- 2004 : Les Enfants d'Edward Bond, mise en scène Jean-Pierre Garnier / Théâtre du Marais
- 2005 : Pelléas et Mélisande, de Maeterlinck, mise en scène Alain Olivier / TGP de St Denis et Tournée : Pelléas
- 2006 : Maldoror de Jean-Francois Mariotti, mise en scène Jean-Francois Mariotti / Théâtre des Déchargeurs
- 2007 : Coriolan 22.04 de Jean-François Mariotti, mise en scène Jean-François Mariotti / Les Déchargeurs : rôle-titre
- 2007 : Le Misanthrope de Molière, mise en scène Frédéric Jessua / Théâtre de Montreuil : Alceste
- 2007 : Le Cid de Corneille, mise en scène Alain Ollivier / Festival de Fourvières / TGP St Denis / Tournée : Rodrigue
- 2009 : L'homosexualité ou la difficulté de s'exprimer de Copi, mise en scène Gillian Petrovski / Théâtre du Marais : Irina
- 2010 : Une langouste pour deux de Copi, mise en scène Irina Solano / Studio de l'Hermitage – Paris
- 2010 : Hormis ton amour, il n'y a pas pour moi de soleil de Vladimir Maïakovski, mise en scène Laure Favret / Théâtre Berthelot - Montreuil
- 2011 : Cyrano de Bergerac d'Edmond Rostand, mise en scène Gilles Bouillon / Théâtre de la Tempête - Vincennes / Tournée : Christian
- 2011 : Un Miracle Ordinaire d'Evgueni Schwarz, mise en scène Laure Favret / Théâtre de l'Agora - Evry : Ours
- 2012 : La Meilleure Part des hommes adaptation du roman de Tristan Garcia, mise en scène Pauline Bureau / Théâtre de la Tempête / tournée : Will
- 2013 : Beaucoup de bruit pour rien de William Shakespeare, mise en scène Clément Poirée / tournée / Borrachio
- 2013 : Démons de Lars Norén, mise en scène Cyril Legris / la rose des vents, Villeneuve d'Ascq / Franck
- 2013 : Barbe Bleue de Dea Loher, mise en scène Alain Carbonnel / théâtre 13 / Henri Barbe-Bleue
- 2014 : Homme pour homme de Bertolt Brecht, mise en scène Clément Poirée / Théâtre de la Tempête et tournée / Galy Gay
- 2014 : IT GETS BETTER ! écriture collective, mise en scène Thibaut Corrion / Théâtre Berthelot, Montreuil
- 2014 : Guillaume Tell - le soulèvement de Nora Granovsky et Kévin Keiss, mise en scène Nora Granovsky / TOP, Boulogne / Guillaume Tell
- 2015 : Démons de Lars Norén, mise en scène Cyril Le Grix / le Lucernaire / Franck
- 2015 : La Cerisaie d'Anton Tchekhov, mise en scène Gilles Bouillon / Théâtre du Passage, Neuchâtel et tournée / Lopakhine
- 2016 : La Cerisaie d'Anton Tchekhov, mise en scène Gilles Bouillon / tournée / Lopakhine
- 2016 : L'État de siège d'Albert Camus, mise en scène Charlotte Rondelez / tournée / La Peste
- 2017 : Timon d'Athènes de William Shakespeare, mise en scène Cyril Le Grix / théâtre de la Tempête / Alcibiade
- 2017 : Perceval le Gallois de Chrétien de Troyes, mise en scène Laure Favret / la Filature, Mulhouse ; tournée / Perceval
- 2017 : La vie est un songe de Calderón, mise en scène Clément Poirée / théâtre de la Tempête / Clairon
- 2018 : Les Chemins noirs de Sylvain Tesson, mise en scène Claire Ballot-Spinosa / théâtre d'Ablis
- 2018-2019 : La vie est un songe de Calderón, mise en scène Clément Poirée / tournée / Clairon
- 2020 : Callas, il était une voix de Jean-François Viot, mise en scène Cyril Le Grix / festival Paris été
- 2021 : Journal de l'année de la peste d'après Daniel Defoe, mise en scène Cyril Le Grix / Condition des Soies, Avignon

### Mise en scène
- 2000 : Andromaque de Racine, Théâtre-École Florent, Théo théâtre
- 2003 : Marchands de sable, création Sandrine Delsaux, mise en scène avec S. Delsaux / Festival d'Avignon
- 2005 : Les Chants de Maldoror de Lautréamont / Maison de la Poésie à Paris
- 2010 : L’État sauvage création d'après Arthur Rimbaud et Jean Genet / Théâtre Berthelot - Montreuil
- 2013 : Ne m'enterrez pas vivante, vérifiez bien d'après Marina Tsvetaïeva / Théâtre Berthelot - Montreuil
- 2014 : IT GETS BETTER ! écriture collective, Théâtre Berthelot - Montreuil

## Filmographie

### Cinéma
- 1998 : In extremis d’Étienne Faure : Stéphane
- 1999 : Any Where Out of the World de Frédéric Bois : chef des mauvais garçons.
- 2000 : La Répétition de Catherine Corsini : le comédien Grandville.
- 2000 : Qui dîne dort d'Aurélia Georges : Robin
- 2001 : Mauvais genres de Francis Girod : Marlène
- 2002 : L'Accordéoniste de Marine Francen
- 2002 : Bois-Colombes de Denys Thybaud : Romain
- 2003 : Le Rôle de sa vie de François Favrat : l'ouvreur de théâtre
- 2003 : Dehors de Jérémy Hamers
- 2004 : Le Passager d’Éric Caravaca : Richard Jeune
- 2004 : Cortèges de Thomas Perrier : Samuel
- 2009 : La Lisière de Géraldine Bajard : Armand
- 2010 : Au bord du monde de Cécile Bicler et Hervé Coqueret : Patrick
- 2014 : Jeffery d'Irina Solano : Jeffery

### Télévision
- 2000 : Avocats et Associés de Philippe Triboit : Benjamin Jambier
- 2002 : L'Adieu de François Luciani : Breton
- 2002 : Garde à vue de Claude-Michel Rome : Arnaud
- 2002 : Madame le Proviseur (épisodes 8 et 9) d'Alain Bonnot : Fabrice Gillard
- 2003 : Julie Lescaut (épisode 58 "Un meurtre peut en cacher un autre") d'Alain Wermus : Thimothée
- 2004 : Père et maire (épisode "Amélie") de Patrick Volson : Lionel
- 2004 : Diane, femme flic (épisode 2, "Sous influence") de Marc Angelo : Alex
- 2004 : Femmes de loi (épisode 16, "Amour fou") de Gérard Cuq : Luc Fontay
- 2005 : Le Maître du Zodiaque de Claude-Michel Rome : Fabrice Laval
- 2005 : La Crim' (épisode "Mort d'un homme") d’Éric Woreth : Benoît Lignon
- 2005 : Boulevard du Palais (épisode "Rituels Barbares") de Philipe Venault : Aymeric Viaud
- 2006 : R.I.S Police scientifique (épisodes 11 et 12) de Dominique Tabuteau : Cédric Delpech
- 2006 : SOS 18 de Patrick Jamain : Hervé
- 2009 : L'Énergumène de Jean-Loïc Portron : Benoît de Canfeld
- 2011 : Section de recherches de Dominique Lancelot et Steven Bawol

## Distinctions
- SACD 2007 : Prix Jean-Jacques Gautier pour Le Cid
- Prix du Syndicat de la critique 2008 : Prix de la révélation théâtrale de l'année pour Le Cid
- Molières 2008 : nomination au Molière de la révélation théâtrale pour Le Cid